# Dieter Brosey
Dieter Brosey (* 12. Mai 1942 in Chemnitz) ist ein deutscher Kommunalpolitiker. Er war vom 6. Juni 1988 bis zum 5. Juni 2006 Landrat des Werra-Meißner-Kreises.

## Leben
Brosey kam 1947 nach Hessen und wuchs in Haunetal und Widdershausen auf.
1962 absolvierte er in Heringen an der Werratalschule sein Abitur und studierte danach Jura in Frankfurt.
Dieter Brosey lebte und arbeitete ab 1967 als Referendar in Kassel und war seit 1970 als Dezernent für Gesundheitswesen beim Regierungspräsidium in Kassel tätig.
Er ist Träger der Willy-Brandt-Medaille.
Brosey ist verheiratet. Er und seine Ehefrau Gudrun haben drei Kinder.

## Partei
1960 trat Brosey in die SPD ein.
Dieter Brosey war Juso-Unterbezirks- und Bezirksvorsitzender, führte 10 Jahre den Unterbezirk der SPD Werra-Meißner, war 30 Jahre Mitglied im Bezirksvorstand der SPD Hessen-Nord und davon 17 Jahre Bezirksschatzmeister.

## Politik
Von 1975 bis 1988 war Brosey Bürgermeister von Großalmerode. In dieser Zeit wurden das Panoramabad in Großalmerode (1977), die Dorfgemeinschaftshäuser in Laudenbach, Weißenbach und Epterode sowie die Sportplätze in Rommerode und Epterode gebaut.
Am 18. Februar 1988 wurde der damals 45-jährige Brosey mit 41 Stimmen der SPD/FDP-Koalition als Nachfolger Eitel O. Höhnes zum neuen Landrat des Werra-Meißner-Kreises gewählt – gegen die Stimmen der CDU-Fraktion, deren zwanzig Abgeordnete geschlossen für ihren Kandidaten, den Hessisch Lichtenauer Ingo Geisler, stimmten. Die Ernennung Broseys zum Landrat erfolgte am 6. Juni 1988.
Dieter Brosey ist damit der letzte durch den Kreistag gewählte Landrat des Werra-Meißner-Kreises. Aufgrund der Volksabstimmung vom 20. Januar 1991 werden Landräte und Bürgermeister durch Anpassung der Artikel 138 und 161 der Hessischen Verfassung direkt gewählt.
Broseys Amtszeit als Landrat war geprägt von der gesellschaftlichen und wirtschaftlichen Transformation des Werra-Meißner-Kreises aus seiner ehemaligen Lage im Zonenrandgebiet hin zu einer zentralen Lage in Deutschland im Zuge des Mauerfalls am 9. November 1989 und der Deutschen Wiedervereinigung. Damit einhergehende Projekte wie der abschließende Ausbau der Autobahn A 44 und die Schaffung eines großen Gewerbegebietes am Standort Neu-Eichenberg konnten in der 18-jährigen Amtszeit von Brosey nicht verwirklicht werden.